# Джеймс, Кирани
Кирани Джеймс (англ. Kirani James; род. 1 сентября 1992 года, Гуяве) — гренадский легкоатлет, бегун на короткие дистанции (200 и 400 метров). Олимпийский чемпион 2012 года и чемпион мира 2011 года в беге на 400 метров. Единственный олимпийский призёр в истории Гренады. Командор ордена Британской империи (CBE, 2022). Компаньон Орден Гренады (2024).

## Биография
Кирани Джеймс родился в небольшом рыбацком городке Гуяве на Гренаде, позже переехал в США и поступил в Университет Алабамы. Там он тренируется под руководством бывшего олимпийского спринтера Харви Глэнса и два года подряд выигрывал студенческие соревнования в беге на 400 метров.
В 2008 году на чемпионате мира среди юниоров 15-летний Джеймс завоевал серебряную медаль и установил мировое достижение в своей возрастной группе пробежав 400 метров за 45,70 с.
В 2011 году на турнире в корейском Тэгу 18-летний Джеймс стал чемпионом мира в беге на 400 метров, установив личный рекорд (44,60 с) и на три сотые секунды опередив олимпийского чемпиона 2008 года и чемпиона мира 2009 года американца Лашона Мерритта. Эта победа позволила Гренаде завоевать первую в её истории медаль чемпионатов мира по лёгкой атлетике на открытом воздухе.
6 августа 2012 года Кирани Джеймс выиграл золото в забеге на 400 метров на Олимпийских играх в Лондоне, установив национальный рекорд и став первым призёром Олимпийских Игр в истории Гренады.
На Олимпийских играх 2016 года занял второе место в беге на 400 метров с результатом 43,76, уступив только Уэйду ван Никерку, установившему мировой рекорд (43,03).
На Олимпийских играх 2020 года в Токио стал третьим в беге на 400 метров с результатом 44.19.
На чемпионате мира 2022 года стал серебряным призёром на дистанции 400 метров с результатом 44.48.
На Олимпийских играх 2024 года в Париже в финале 400-метровки пробежал за 43.87, но занял только пятое место, отстав от бронзового призёры на 0,13 сек.

## Личные рекорды
| Вид                              | Время | Место              | Дата            |
| -------------------------------- | ----- | ------------------ | --------------- |
| 200 метров (на открытом воздухе) | 20,41 | Эль-Пасо, США      | 16 апреля 2011  |
| 200 метров (в помещении)         | 20,58 | Альбукерке, США    | 21 января 2011  |
| 400 метров (на открытом воздухе) | 43,74 | Лозанна, Швейцария | 3 июля 2014     |
| 400 метров (в помещении)         | 44,80 | Фейетвилл, США     | 27 февраля 2011 |

## Соревнования
| Год  | Чемпионат                    | Место                  | Вид   | Время | Место |
| ---- | ---------------------------- | ---------------------- | ----- | ----- | ----- |
| 2007 | Молодёжный чемпионат мира    | Острава, Чехия         | 400 м | 46,96 | 2-е   |
| 2008 | Чемпионат мира среди юниоров | Быдгощ, Польша         | 400 м | 45,70 | 2-е   |
| 2009 | Молодёжный чемпионат мира    | Брессаноне, Италия     | 400 м | 45,24 | 1-е   |
| 2009 | Молодёжный чемпионат мира    | Брессаноне, Италия     | 200 м | 21,05 | 1-е   |
| 2010 | Чемпионат мира среди юниоров | Монктон, Канада        | 400 м | 45,89 | 1-е   |
| 2011 | Чемпионат мира               | Тэгу, Южная Корея      | 400 м | 44,60 | 1-е   |
| 2012 | Олимпийские игры             | Лондон, Великобритания | 400 м | 43,94 | 1-е   |